# Guillaume Depardieu
Guillaume Depardieu (Párizs 14. kerülete, 1971. április 7. – Garches, 2008. október 13.) César-díjas francia filmszínész.

## Élete és pályafutása
Színészcsaládban nőtt fel, Gérard és Elisabeth Depardieu filmszínészek fia, Julie Depardieu bátyja. 1974-ben a Nem is olyan rossz ember című filmben debütált, melyben édesapja volt a főszereplő. 1991-ben szerepelt a Minden áldott reggel című alkotásban, ugyancsak az apjával. 1995-ben két kategóriában is nevezték a César-díjra. Ugyanebben az évben súlyos motorbalesetet szenvedett, tizenhét operáción esett át. 1997-ben a Semmihasznák című filmben François Cluzet-vel szerepelt. 2002-ben Vincent Pérezszel játszott főszerepet a Le pharmacien de garde című filmben. Fertőzés következtében 2003 nyarán amputálni kellett a jobb lábát. 
2004-ben Marc Olivier Fogiellel közösen írt egy szórakoztató jellegű könyvet Mindent megadni címmel: a könyv pszichoanalitikus módszerekről szól.

## Halála
2008. október 13-án egy párizsi kórházban halt meg, vírus okozta súlyos tüdőgyulladás következtében. Feleségével, Elise Ventre-val egy közös gyermekük született.

## Filmjei
- Együtt, mindörökké (Les inséparables) (2008)
- Kastély Svédországban (Château en Suède) (2008)
- Versailles (2008)
- A háborúról (De la guerre) (2008)
- Langeais hercegnő (Ne touchez pas la hache) (2007)
- Szinglik (Célibataires) (2006)
- Les Rois maudits (2005) tévésorozat
- Milady (2004)
- Process (2004)
- Les Clefs de bagnole (2003)
- Le Pharmacien de garde (2003)
- Napóleon (Napoléon) (2002) tévé-minisorozat
- Volt egyszer egy angyal (Peau d’ange) (2002)
- Szeresd apádat! (Aime ton père) (2002)
- Comme un avion (2002)
- Szerelem és más elmebajok (Amor, curiosidad, prozak y dudas) (2001)
- L’aquarium (2001)
- Zaïde, un petit air de vengeance (2001)
- A nyomorultak (Les Misérables) (2000) tévésorozat
- Les Marchands de sable (2000)
- Elle et lui au 14ème étage (2000)
- Le Détour (2000)
- Pola X (1999)
- Monte Cristo grófja (Le Comte de Monte Cristo) (1998)
- …Comme elle respire (1998)
- Marthe szerelme (Marthe) (1997)
- Alliance cherche doigt (1997)
- Sans titre (1997)
- L’amour est à réinventer, dix histoires d’amours au temps du sida (1996)
- Semmihasznák (Les apprentis) (1995)
- Ricky (1995)
- L’histoire du garçon qui voulait qu'on l’embrasse (1994)
- Az érzelmes bérgyilkos (Cible émouvante) (1993)
- Les paroles invisibles (1992)
- Tous les matins du monde (1991)
- Taggers (1990)
- Nem is olyan rossz ember… (Pas si méchant que ça) (1974)